# Henryk Beck
Henryk Beck alias "Nekander" o "Dr. Bor" (Leópolis, 8 de febrero de 1896-Breslavia 23 de marzo de 1946) fue un médico ginecólogo y obstetra polaco de origen judío.
Fue niño soldado en la batalla de Leópolis, trabajó para la Cruz Roja, participó en la Guerra polaco-soviética, fue capitán del ejército polaco, insurgente de Varsovia, profesor en la Universidad Jan Kazimierz, en la Universidad de Varsovia y en la Universidad de Breslavia. Apasionado pintor, poeta, futbolista, montañero, dibujante y tenista. Realizó la primera operación de cambio de sexo en Polonia, en Zofia Smętek (1910–1983).

## Biografía

### Juventud
Nació el 8 de febrero de 1896 en Leópolis en la familia de un médico judío Adolf Beck (1863-1942) y Regina (de soltera Mandelbaum). Su familia se había mudado a Leópolis desde Cracovia un año antes. Terminó la escuela secundaria en 1914 y hasta 1920 estudió medicina en la Universidad Jan Kazimierz. Por influencia de un amigo de la familia, el prof. Adam Czyżewicz, se decantó por la especialización en ginecología.
En ese momento, a menudo ayudaba a su padre en sus investigaciones, y trabajaba en los hospitales de campaña de la Cruz Roja y en el Departamento de Anatomía Patológica de la Universidad de Cracovia, asegurando las colecciones. En 1918 participó en la defensa de la ciudad, y dos años más tarde participó en la guerra polaco-soviética como capitán médico en un tren sanitario.

### Práctica médica
Un mes después de diplomarse, fue bautizado, siendo su padrino el prof. Czyżewicz. Inicialmente, trabajó en la Universidad Jan Kazimierz, pero en 1924 el prof. Czyżewicz lo convenció de mudarse a Varsovia, donde Beck comenzó a trabajar en el Departamento de Obstetricia y Enfermedades de la Mujer de la Universidad de Varsovia, enseñando fisiología del embarazo, parto y puerperio, obteniendo allí su habilitación en febrero de 1927.
En los años 1928-1929 publicó una revista mensual llamada  "Ginekologia Polska". En 1931 se convirtió en jefe del departamento de ginecología del Instituto Curie, y cuatro años más tarde asumió el cargo de jefe del departamento de ginecología del Hospital Infantil Jesus y trabajó en este cargo hasta el estallido de la Segunda Guerra Mundial. También fue profesor de obstetricia en la Escuela de Enfermería de la Cruz Roja Polaca y en la Escuela de Enfermería de Varsovia, y presidente de la Sociedad Ginecológica Polaca.  
Fue el creador del método de cirugía de retroflexión uterina.  También realizó la primera operación de cambio de sexo en Polonia, a Zofia Smętek (1910–1983).
El 27 de diciembre de 1937, se casó con Jadwiga de soltera Trepków (1909–1946), que era una ginecóloga de Sosnowiec.

### El período de ocupación
Durante la campaña de septiembre luchó en defensa de Varsovia, luego fue a Brest, y tras la derrota llegó a Leópolis, donde el 9 de diciembre fue arrestado por las autoridades soviéticas, pero evitó su deportación a Siberia gracias a los esfuerzos de su esposa. Liberado en julio de 1940, se le ofreció el puesto de jefe del Departamento de Ginecología, pero eventualmente se convirtió en el jefe de la sala de ginecología y obstetricia en el 2º Hospital de Leópolis.
Después del ataque alemán a la URSS, se vio obligado a esconderse de Alemania. En noviembre de 1942, partió hacia Varsovia y se escondió allí en la parte "aria" de la ciudad en varias localizaciones. Involucrado por su hermana y esposa en las actividades del Armia Krajowa, ilustró las instrucciones mineras para los soldados del ejército nacional. 
Después del estallido del Levantamiento de Varsovia, siendo capitán y bajo el seudónimo de Nekander, dirigió el hospital de campaña en la esquina de Chmielna y Marszałkowska (departamento "Bakcyl"), y después de la capitulación se escondió con un grupo de aproximadamente 40 personas en los sótanos de casas en ruinas en el área entre las calles 7 Śliska y 22 Sienna, hasta la entrada del Ejército Rojo y continuó su práctica médica bajo el seudónimo de Dr. B

### Período de posguerra
Después de estar en la línea de frente, trabajó como jefe de la sala de ginecología y obstetricia del Hospital Municipal de Praga, viviendo con su esposa en un edificio del hospital. En agosto de 1945 se le ofreció la cátedra de Ginecología y Obstetricia en la Universidad de Breslavia. Se trasladó a Breslavia en febrero del año siguiente y al mismo tiempo se hizo cargo de la Clínica de Obstetricia y Enfermedades de la Mujer. 
Murió el 23 de marzo de 1946 en Wrocław a la edad de cincuenta años de un infarto, y pocas horas después su esposa se suicidó. Ambos fueron enterrados juntos en el cementerio de St. Wawrzyniec en Breslavia.

### Actividad artística
Además de su trabajo profesional, se involucró en el arte a lo largo de su vida, pintando paisajes rurales y urbanos, retratos de amigos, viajes, médicos, herramientas médicas y pacientes, con representaciones a menudo satíricas. Durante la guerra, inmortalizó las ruinas y las penurias de la vida durante la ocupación, ridiculizando al ocupante. Su serie más conocida es "El Búnker de 1944 del Año". Beck creó sus obras sobre papel, papel secante, cartulinas de colores, formularios de recetas y páginas de libros. Dejó una gran cantidad de acuarelas, dibujos y collages. Se consideran una especie de diario personal.
En 1964, la hermana de Beck, Jadwiga Zakrzewska, repartió sus obras entre la Biblioteca Médica Principal de Varsovia y el Instituto Histórico Judío. La mayoría de las colecciones fueron al GBL (que tiene 1653 artículos), mientras que el ŻIH exhibe obras creadas durante el último período de la Segunda Guerra Mundial.

### Otros intereses
Además, Beck también escribió poemas y epigramas y tocaba el violín y el piano. En su juventud jugó al fútbol como miembro del club Pogoń Lwów, también fue tenista, alpinista y tomó parte en carreras de autos.

## Reconocimientos
- Cruz del Valor[4]
- Medalla de la Independencia (27 de junio de 1938)

En 2011 se publicó la primera edición mundial de un álbum de sus acuarelas, y dos años más tarde se inauguró una exposición de sus obras en el Museo de Etnografía y Artesanía Artística de Lviv. En 2016 La Biblioteca Principal de Medicina publicó un álbum con alrededor de 1.800 dibujos y acuarelas de Beck.